# Irene River (Tasmansee)
Der Irene River ist ein Fluss im Südwesten der Südinsel Neuseelands und Teil des Fiordland-Nationalparks.

## Geographie
Seine Quellflüsse liegen an der Nordflanke des 1769 m hohen Coronation Peak nahe dem 905 m hohen Irene Pass sowie an der Ostflanke des 1492 m hohen Double Peak. Die Fließrichtung ist anfangs nordöstlich und dreht sich kontinuierlich, bis der Fluss nach etwa 20 km in westlicher Fließrichtung in das Kopfende des Emelius Arm des Taiporoporo / Charles Sound mündet, einen Meeresarm der Tasmansee. In einem der namenlosen Bäche, welche den Fluss speisen, liegen die Marjorie Falls.

## Geschichte
Der Name des Flusses wurde im Nachgang der Fiordland Expedition Anfang 1953 des Canterbury Museum in Anlehnung an den Mount Irene eingereicht. Dieser wurde 1927 durch Thomas W. Preston nach Irene benannt, womit entweder seine eigene Schwester oder die Frau seines Kollegen Harold W. Smith gemeint war.